# ショウズク
ショウズク（小荳蔲、小豆蔲、学名: Elettaria cardamomum）は、南インド原産のショウガ科の多年生草本である。その種子がカルダモンと呼ばれる香辛料として使われることで最もよく見られる。熱帯地方で広く栽培され、レユニオン、インドシナ半島、コスタリカに帰化していると報告されている。

## 生育

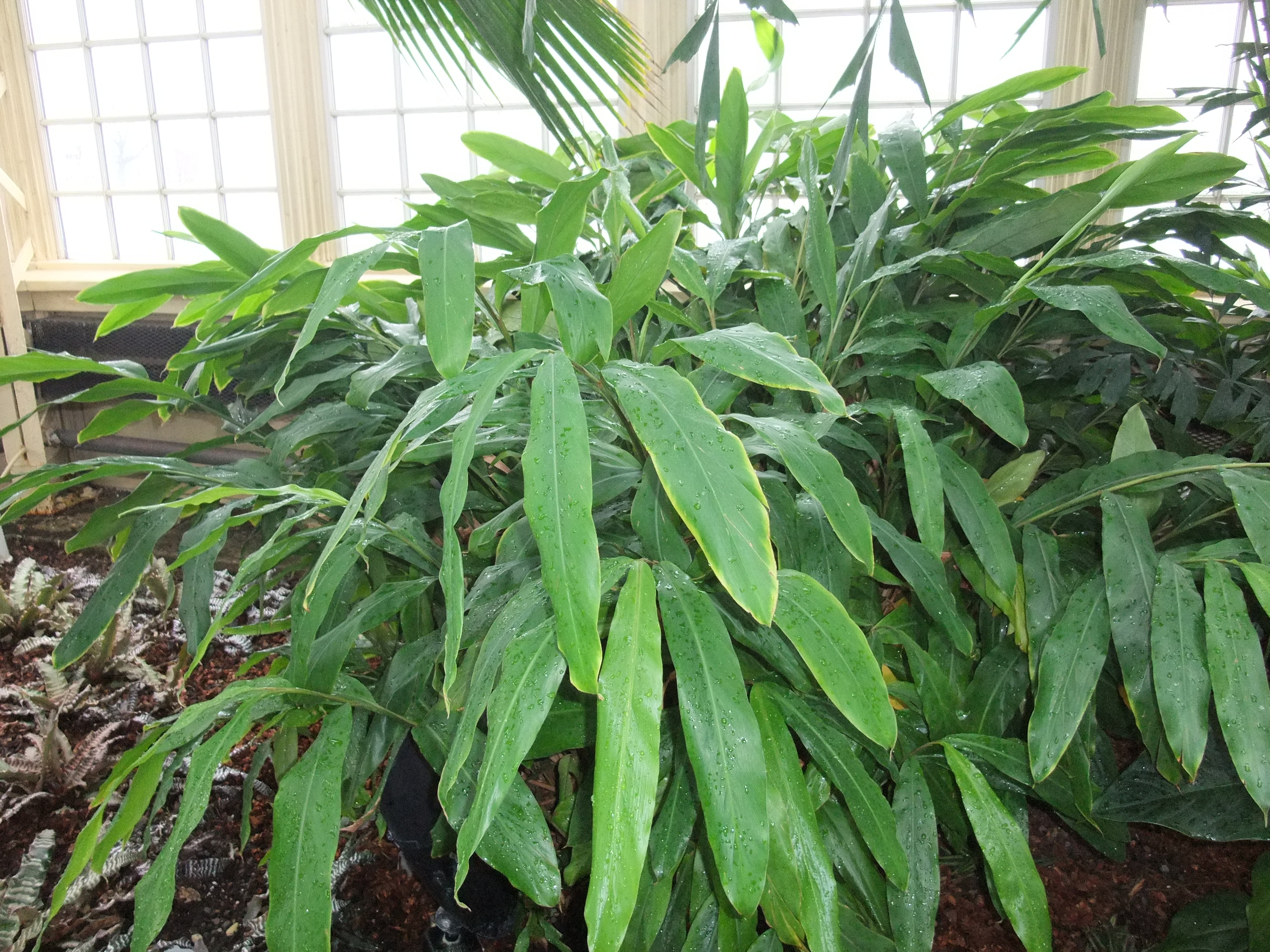

ショウズクは刺激性で香りの良い多年生草本であり、高さおよそ2–4 mに成長する。葉は2つの列に互生し、皮針形で、長さ40–60 cm、長くとがった先端を持つ。花は白色から薄紫色で、長さ30–60 cmの緩い穂の中に咲く。果実は三つの辺から構成される長さ1–2 cmの黄緑色の鞘で、15から20個の黒色と茶色の種子を含んでいる。

## 利用
ショウズクの緑色の鞘は乾燥され、鞘の内部の種子はそのままあるいは挽いて粉にしてインド料理やその他のアジア料理で使われる。カルダモンと呼ばれる植物の中では最も広く栽培されている種である。

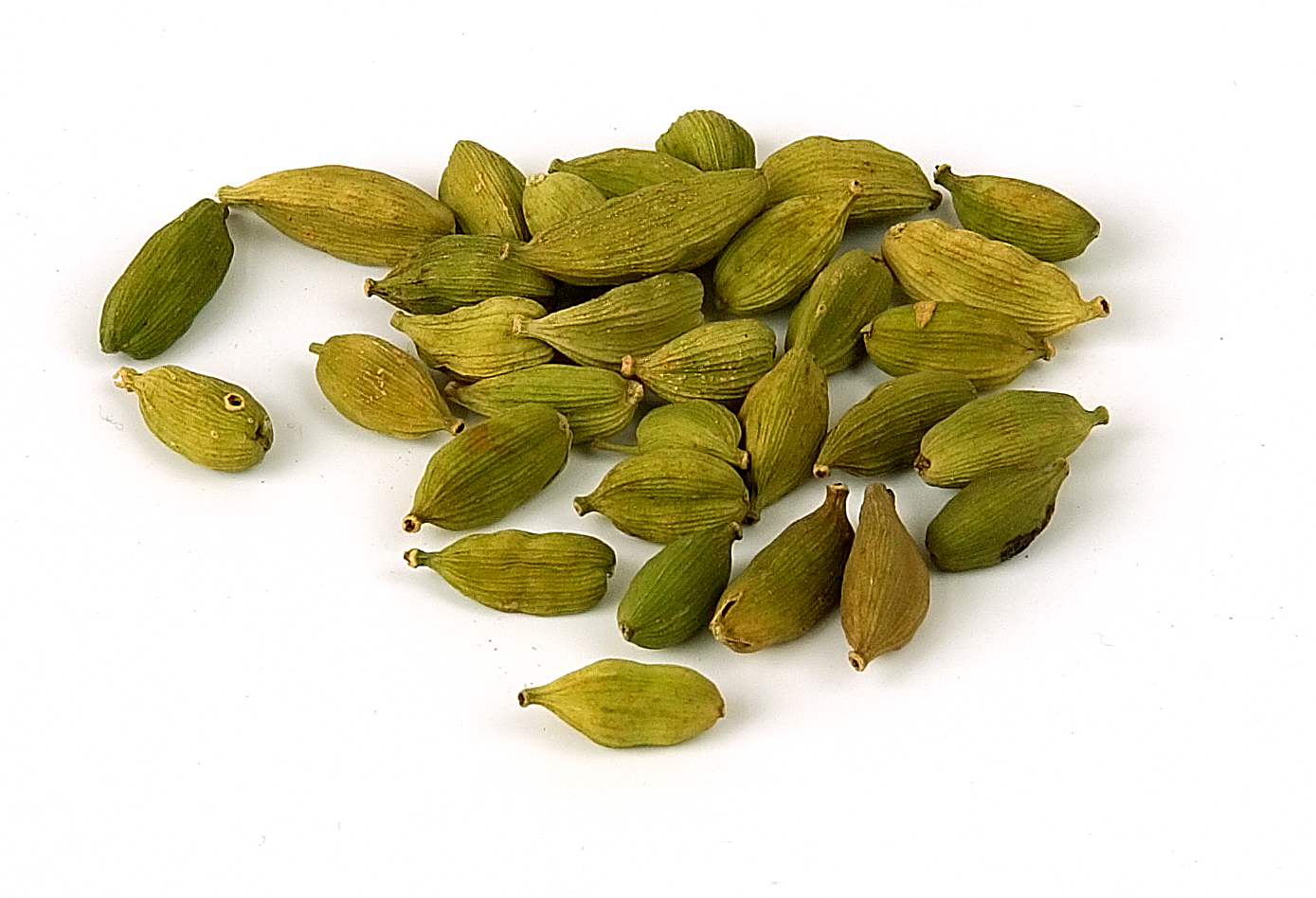
香辛料として使われるショウズクの鞘

粉末にしたカルダモンは多くのインドカレーにおける材料であり、マサーラー・チャイの香りの重要な寄与者である。イランでは、カルダモンはコーヒーや茶に風味を付けるために使われる。トルコでは、kekakuleと呼ばれる紅茶に風味を付けるために使われる。その原生地域に加えて、ネパール、ベトナム、カンボジア、タイ、スリランカ、中米で栽培されている。インドでは、シッキム州とケーララ州がカルダモンの主な生産地である。これらの州は栽培面積と生産量の両方で順位が最も高い。ヨーロッパには紀元前1300年頃の初めて持ち込まれた。ショウズクはシンハラ語ではcaranda mungu (කරඳමුංගු) と呼ばれる。

## 生態学
ショウズクはコウモリガ科の蛾Endoclita hoseiの幼虫の餌となる。

## 品種

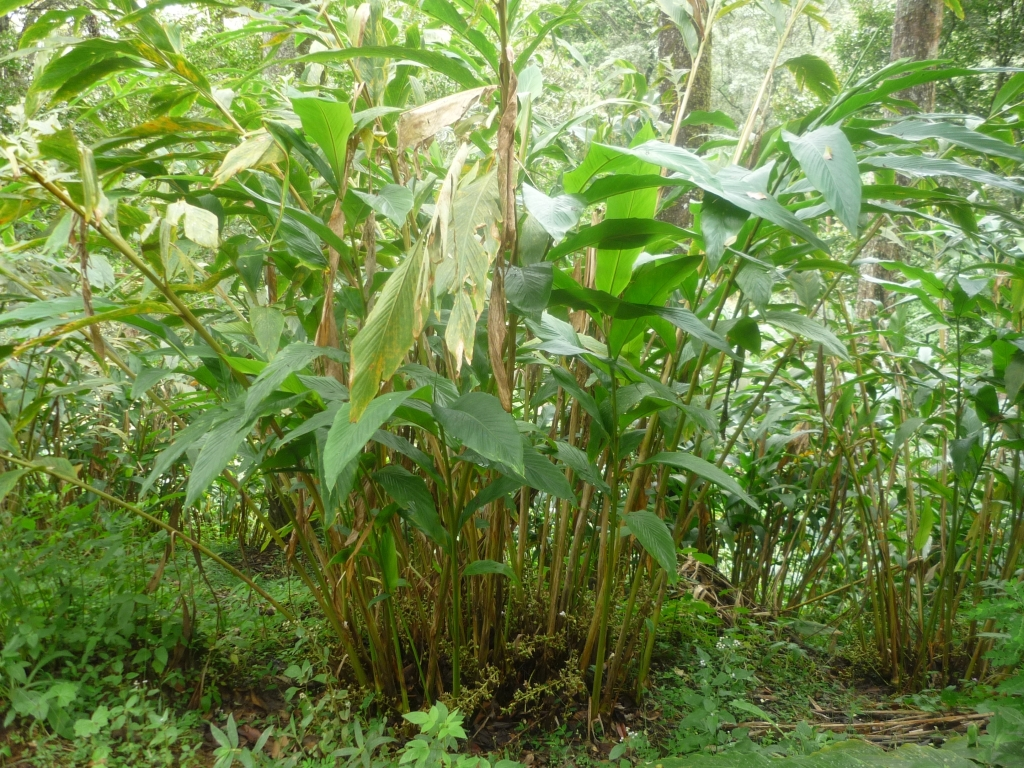
ショウズク

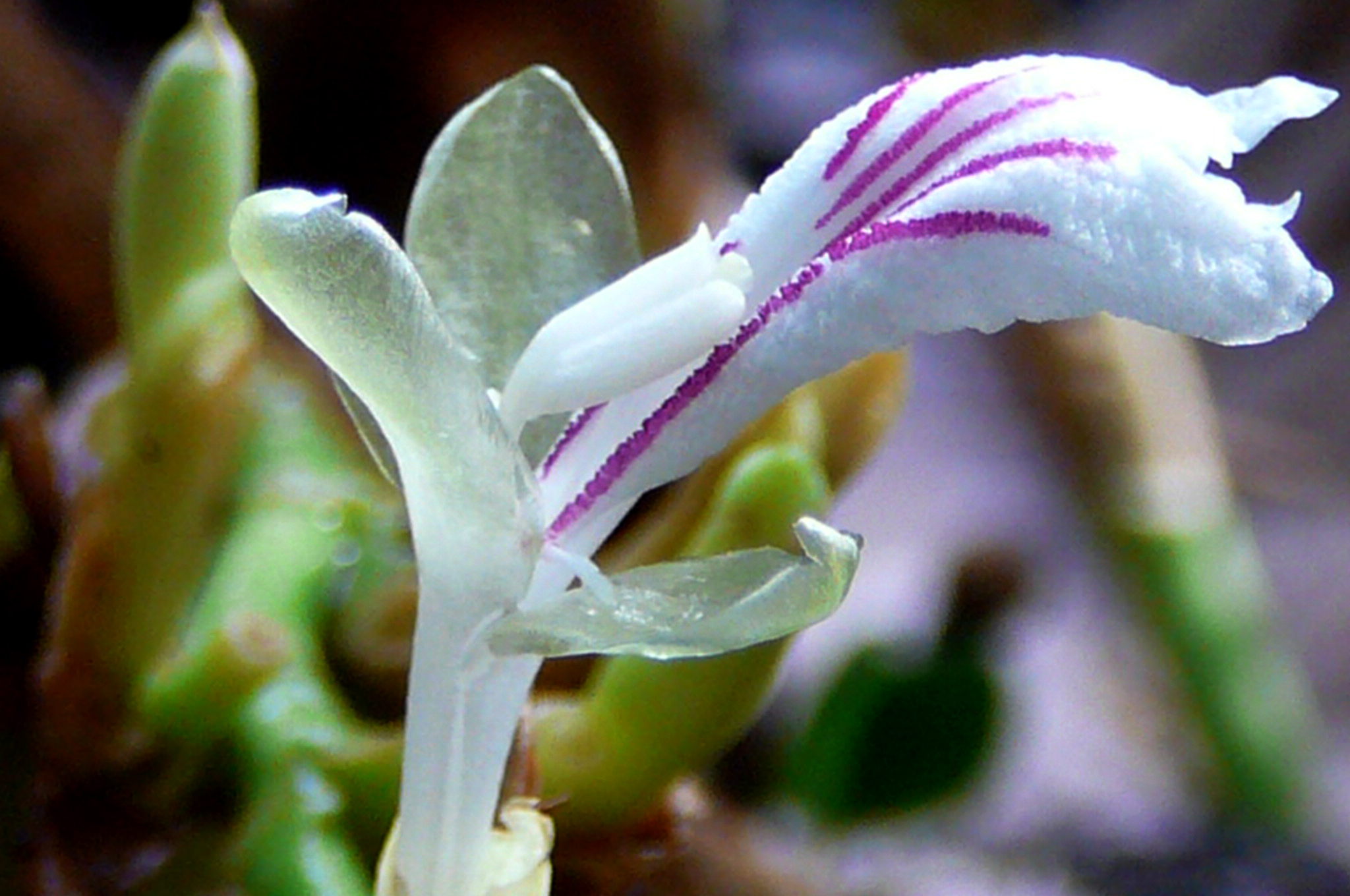
ショウズクの花

ショウズクの3つの自然品種を以下に示す。
マラバール（Malabar）
名称が示唆するように、ケーララ州の在来品種である。これらの植物は地面に沿って水平に成長する総状花序を持つ。
マイソール（Mysore）
名称が示唆するように、カルナータカ州の在来品種である。これらの植物は上方向に垂直に成長する総状花序を持つ。しかしながら、マイソール品種は、より抵抗性で終了が高い「Green Gold」品種（ケーララ州で収穫される最も一般的なショウズク品種）の出現が原因で過去数十年間減少している。
Vazhukka
マラバール品種とマイソール品種との間の自然交雑品種であり、円錐花序は垂直でも水平でもなく、その中間に成長する。
近年、いくつかの栽培者が高収量品種を単離し、大規模栽培を始めた。最も一般的な高収量品種が「Niallan」であり、これはインド南部のケーララ州カタッパーナの農家Sebastian Josephによって開発された特色ある高収量品種である。ケーララ州イドゥッキ県のK. J. Babyは「Niallani」よりも高収量なVazhukka型カルダモンの純粋に白色の花が咲く品種を開発した。この品種は異なる日照条件へ高い適応性を持ち、水浸しの場所においても栽培することができる。